# Шахиди, Толибхон Зиядуллаевич
Толибхон Зиядуллаевич Шахиди (тадж. Толибхон Зиёдуллоевич Шаҳидӣ; род. 1946) — таджикский композитор. Народный артист Республики Таджикистан. Лауреат международного конкурса современной музыки в Нью Джерси — Глазборо США (1987). Лауреат Государственной премии Республики Таджикистан им. Рудаки. Член Союза композиторов и кинематографистов России. Обладатель золотой медали Союза композиторов Москвы (2012). Лауреат международного кинофестиваля в Бельгии.
Сын известного таджикского композитора Зиядулло Шахиди — основоположника современной классической музыки в Таджикистане. Отец продюсера Табриза Шахиди (род. 1975), и инвестора Хофиза Шахиди.

## Биография
После окончания Московской консерватории им. П. И. Чайковского Т. Шахиди начинает свою творческую деятельность в родном Душанбе, где им написаны различные симфонические произведения в числе которых наиболее известными являются симфонические поэмы «Празднество», «Садо», Симфония № 2, Concerto grosso № 2, № 3, Концерт для ф-но с оркестром № 3. Оперы: «Хранительница огня», «Амир Исмаил», оперы-сказки «Калиф-Аист», «Карлик-нос», «Волшебные яблоки», «Красавица и чудовище». Балеты: «Смерть ростовщика», «Рубаи Хайяма», «Юсуф и Зулейха». Музыка к драматическим спектаклям «Эдип», «Кабала святош», «Король лир», «Ромео и Джульета», «Ящерица» и «Рудаки», к кинофильмам киностудии «Таджикфильм» и «Mahmalbaf-film».
Последующие годы в Москве проходят авторские концерты в Большом зале консерватории — 1999 г. с участием Симфонического оркестра ГОСКИНО России, дирижёр Сергей Скрипка. 2006 г. — авторский вечер в Концертом зале им. Чайковского — Московская филармония — исполнители: Государственный симфонический оркестр им. Ев. Светланова — дирижёр Ал. Слуцкий. Солисты: Хибла Герзмава, Екатерина Мечетина. Премьеры на международных фестивалях современной музыки «Московская осень», «От Авангарда до наших дней» в Санкт-Петербурге. Также в США, Австрии, Германии, Японии, Иране и в республиках СНГ. В разные годы сочинения Т.Шахиди были исполнены такими дирижёрами как Леонид Николаев, БСО, Вл. Васильев, Мартин Нерсесян -Оркестр Госкино СССР. Арнольд Кац, Чарльз Ансбакер — США, Захид Хакназаров, Константин Кримец, Сергей Скрипка, Валерий Гергиев, Хобарт Эрл — США, Бежан Хадем Мисак — Австрия, Эльдар Азимов, Талибберген Абдрашев, Берон Меробов, Азиз Ниёзмамадов — Таджикистан, Нахом Эрлих — Германия.

## Фильмография
- 1969 — Вперёд, гвардейцы!
- 1975 — Краткие встречи на долгой войне
- 1975 — Кто был ничем, тот станет всем…
- 1978 — Женщина издалека
- 1979 — Стрельба дуплетом
- 1980 — Рубаи Хайяма *фильм-балет)
- 1981 — Контакт
- 1982 — Если любишь…
- 1985 — Капкан для шакалов
- 1995 — Преступник и адвокаты
- 2008 — Двуногий конь